# Begraafplaats van Fouquereuil
De Begraafplaats van Fouquereuil is een gemeentelijke begraafplaats in Fouquereuil in het Franse departement Pas-de-Calais. De begraafplaats bevindt zich ten het noorden van het dorpscentrum op de weg naar het station en de buurplaats Annezin.

## Fouquereuil Communal Cemetery
De begraafplaats telt 2 geïdentificeerde Gemenebest graven uit de Eerste Wereldoorlog.
De militaire graven worden onderhouden door de Commonwealth War Graves Commission, die de begraafplaats ingeschreven heeft onder de titel Fouquereuil Communal Cemetery.